# Met Morad
Met Morad is een radioprogramma op de Nederlandse publieke radiozender NPO Radio 2. Het programma wordt gepresenteerd door Morad El Ouakili.
Het programma was sinds 2 januari 2023 namens BNNVARA te horen als opvolger van het programma Giel! met Giel Beelen tussen 22:00 en 00:00 uur, in 2023 van maandag tot en met vrijdag, sinds 2024 van maandag tot en met donderdag.
Eind januari 2024 nam El Ouakili de uren van collega Frank van 't Hof over, die per 24 januari 2024, samen met collega Wouter van der Goes, per direct vertrok naar Radio Veronica. Hierdoor schoof El Ouakili twee uur 'dichter naar de dag', naar het blok 20:00 tot 22:00 uur.
In juni 2024 vertrok El Ouakili bij BNNVARA en NPO Radio 2 na een verschil van inzicht rondom zijn werkzaamheden bij het televisieprogramma  RTL Boulevard, dat volgens zijn contract niet te combineren viel met zijn radiowerkzaamheden voor BNNVARA. In november 2024 werd bekend dat hij (en dus ook zijn radioprogramma) terugkeert onder de vlag van PowNed.
Met de invoering van de nieuwe programmering van NPO Radio 2 vanaf januari 2025, is het programma vanaf donderdag 2 januari 2025 weer op werkdagen te horen van maandag t/m donderdag, nu namens Powned van 20:00 tot 22:00 uur.

## Invallers
Bij afwezigheid van El Ouakili was de vaste invaller lange tijd Evert Duipmans. El Ouakili kon op 2 januari 2023 zijn eigen radioprogramma niet aftrappen wegens ziekte, daarom presenteerde Duipmans de eerste vier uitzendingen. Duipmans vertrok in december 2024 bij NPO Radio 2, waardoor hij geen invaller meer is.
Aan De Slag! · Afslag Thunder Road · Aje Tho! · Annemiekes A-lunch · Blokhuis · Bureau De Wilt · Bureau Kijk in de Vegte · Corné Klijns Soul Sensations · De Staat van Stasse · De Wild in de Middag · Echt Jasper · Funky Frank's · Giel ·Gijs 2.4 · Grand Café Kranenbarg · Helemaal Haandrikman · Het Platenpaleis · Hey JP! · Holy Hits · Jan-Willem Start Op! · Licence 2 Chill · Mega Album Top 50 · Motel De Wilt · Musical Moods · Muziekcafé · On the Beat · One Night Stenders · Het oor wil ook wat · Paul! · Rabbering Laat · Rarmarmar · RickvanV doet 2 · Rinkeldekinkel · Schiffers.fm · SHAY! · Simone's Songlines · Soul Night met One'sy · Spijkers met koppen · Thank God It's Sunday · The Best of 2night · The Big Frank Show · Thijs · Tijd voor Twee · Van Inkels Choice · Verrukkelijke 15 ·  VrijZaZo Show · Vroeg op Frank · 't Wordt Nu Laat · WILDGROEI · Wout2Day · Yora en Sander, Sander en Yora